# 中意大利

中意大利

中意大利是南欧国家意大利的一个地理区域，首都羅馬亦位於此區域內。中義大利通常包括以下四个大区：
- 拉齐奥（羅馬所在地）
- 马尔凯
- 翁布里亚
- 托斯卡纳

阿布魯佐大區和莫利塞大區有時也被視為中意大利的一部分。